# مقاطعة كاشان
مقاطعة كاشان (بالفارسية: شهرستان کاشان) هي إحدى مقاطعات محافظة أصفهان في إيران. عاصمة المقاطعة هي كاشان. حسب تعداد 2006، بلغ عدد السكان 297,000 نسمة في 81,816 عائلة. أما في عام 2011 تم إحصاء32,3371 شخصًا في 95,260 أسرة.

## أعلام
- سهراب سبهري
- غياث الدين الكاشي
- كمال الملك
- الفيض الكاشاني
- حسين نصر

## مدن شقيقة
- أوميو، السويد
- كازنلاك، بلغاريا
- سبزوار، إيران